# Fences for Fuel
Recinzioni per combustibile (nome originale inglese „Fences for Fuel in Virat Nagar Block, Jaipur, India”) è un progetto di aiuto allo sviluppo della ONG Organizzazione Non Governativa Humana People to People, che viene attuato nella regione intorno alla città indiana di Jaipur.
Al progetto è stato assegnato il 9 maggio 2006 un premio della Banca Mondiale ("World Bank De-velopment Marketplace 2006") per “progetti innovativi per servizi riguardanti acqua, igiene ed energia per popolazioni povere” (“Innovative projects within Water, Sanitation and Energy services to poor people”). La sua attuazione è cominciata nell'agosto 2006 come "progetto di sviluppo comune Virat Nagar".

## Basi e scopi del progetto
Attraverso un ampio piano per l'uso della pianta di Jatropha si vuole rendere disponibile una fonte alternativa di combustibile e creare un vantaggio ambientale per i contadini.
Il sostentamento della popolazione rurale nel Rajastan, India, dipende fortemente dalle risorse naturali e dalle condizioni climatiche. Le conseguenze di deforestazione, siccità e erosione del suolo sull'ambiente sono i fattori principali che costringono molti a migrare dalle regioni più povere nelle città, alla ricerca di condizioni migliori. Allo stesso tempo piccoli coltivatori e altri emarginati contribuiscono con l'abbattimento di alberi da legna al degrado del suolo. La pianta jathropa, che vive molti anni ed è resistente all'aridità, può prosperare su terreni poveri e attenuare molti di questi problemi.
Fences for Fuel integra più componenti per creare un modello duraturo per i piccoli coltivatori e per la terra che li alimenta. L'olio dei semi della pianta di jathropa fornisce energia rinnovabile. Contemporaneamente, siepi di queste piante contribuiscono a migliorare il suolo e a limitare l'erosione.
Il progetto collabora con gruppi di contadini in 40 villaggi, per un totale di 400 piccoli coltivatori. Esso intende aiutarli a migliorare il proprio sostentamento e l'ambiente locale, attraverso l'impianto di recinzioni viventi di piante di jatropha, allo scopo di preservare giardini e campi. Con l'aiuto di un modello, il progetto mostra ai coltivatori esempi pratici di impianto e di mantenimento delle siepi di jatropha, e di produzione di olio e biodiesel. Collaboratori di Humana del settore distribuiscono le piante ai coltivatori. Un impianto di produzione ricava dagli olii vegetali biodiesel per consumo proprio e per la vendita. Anche i prodotti secondari della pianta contribuiscono alle entrate degli abitanti dei villaggi.

## La pianta
La Jatropha curcas (anche jatropha curcas) è un arbusto resistente all'aridità e leggermente succulento, o un albero di altezza fino a 8 metri, che particolarmente in America e in Africa viene usato tradizionalmente per recinzioni viventi, poiché gli animali non lo divorano per via del suo succo tossico. Vive fino a 50 anni. Si può coltivare da semi, piantoni o rampolli. I suoi semi, velenosi per l'uomo e per molti animali, contengono a seconda delle varietà dal 30 al 50% di olio.

## Estrazione dell'olio
Per ogni pianta adulta si possono raccogliere fino a nove kilogrammi di semi all'anno. Il suo olio può venire estratto mediante presse meccaniche manuali, dopo torrefazione o bollitura, con una resa del 75-80%. 5 kg di semi forniscono circa un litro d'olio. La sansa può trovare utilizzo come concime. A causa delle proprietà insetticide delle sostanze contenute, con il suo uso può venire ridotta l'infestazione di nematodi nel suolo.

## Utilizzo
Filtrato, l'olio del seme di Jatropha può essere utilizzato in diversi modi:
- come materiale combustibile per cucinare;
- per l'illuminazione: in lampade a petrolio modificate oppure in barattoli di marmellata o bicchieri attrezzati con uno stoppino galleggiando;
- per la produzione di biodiesel;
- per il ricavo di un sapone bianco, molto schiumogeno e buono per la pelle;

I rami vecchi e duri della pianta possono venire adoperati come pali o travi, poiché vengono assaliti più di rado dalle termiti.

## "Fences for Fuel" in Africa
Un ulteriore progetto di questo tipo è stato iniziato nel 2005 dall'organizzazione associata di HUMA-NA ADPP in Mozambico. Esso opera insieme a studenti delle due sedi di formazione per insegnanti dell'ADPP, EPF Chimoio ed EPF Nhamatanda, e viene sostenuto dalla ONG svizzera e statunitense "The GAIA-Movement Trust Living Earth Green World Action".